# Гончаров Олег Леонідович
Гончаро́в Оле́г Леоні́дович — підполковник Збройних сил України, учасник російсько-української війни.
Станом на березень 2017 року — начальник відділення, Військово-медичний клінічний центр Центрального регіону.

## Нагороди
21 серпня 2014 року — за особисту мужність і героїзм, виявлені у захисті державного суверенітету та територіальної цілісності України, вірність військовій присязі під час російсько-української війни, відзначений — нагороджений орденом Данила Галицького.